# Stade Saint-Germain
O Stade Saint-Germain foi um clube de futebol francês da cidade de Saint-Germain-en-Laye fundado em 1904 e atuando até 1970, quando se fundiu com o clube Paris FC para formar o Paris Saint-Germain.
A campanha de maior destaque do clube foi na Coupe de France da temporada 1968-69, quando chegou às quartas de final da competição, sendo eliminada pelo Olympique de Marseille.

## Ex-jogadores notáveis
- Camille Choquier
- Bernard Guignedoux
- Roger Quenolle
- Pierre Phelipon